# Tuomo Karila
Tuomo Arto Mikael Karila (ur. 7 kwietnia 1968 w Helsinkach) – fiński zapaśnik walczący w stylu klasycznym. Dwukrotny olimpijczyk. Zajął jedenaste miejsce w Barcelonie 1992 i Atlancie 1996. Walczył w kategorii 74–82 kg.

## Kariera sportowa
Srebrny medalista mistrzostw świata w 1994. Wicemistrz Europy w 1990 i 1991. Piąty w Pucharze Świata w 1993. Zdobył cztery medale na mistrzostwach nordyckich w latach 1988 – 1996.